# Volosko

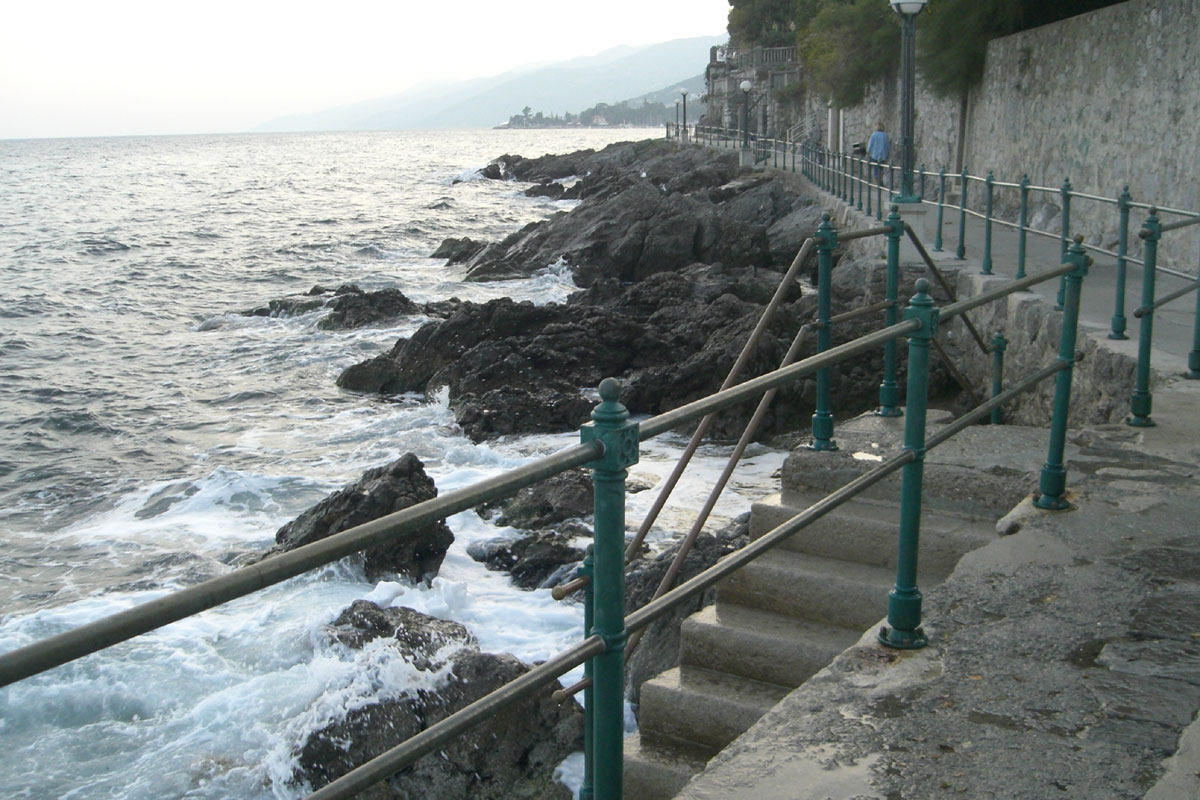
Lungomare bei Volosko

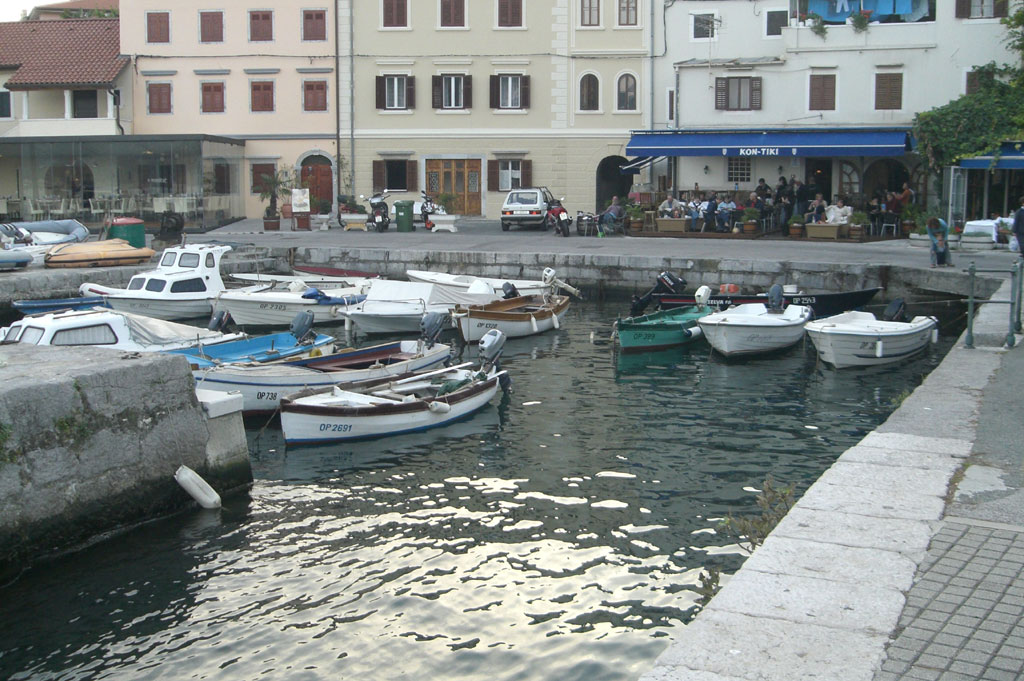
„Mandrač“ in Volosko

Volosko (italienisch und früher auch deutsch Volosca) ist ein Fischerdorf an der Kvarner-Bucht in Kroatien, das heute zur Stadt Opatija gehört.
Volosko findet erstmals urkundliche Erwähnung 1543. Die alten engen Gassen und die zwei Leuchttürme von Volosko stellen eine Art Gegenpol zu der von der österreichischen Südbahngesellschaft ab 1884 künstlich geschaffenen Hotel- und Erholungslandschaft Abbazias/Opatijas dar. In Volosko starb am 18. Februar 1890 der ungarische Politiker Gyula Andrássy. 
Volosko ist heute ein Tourismusort. Der Lungomare von Abbazia beginnt hier, man findet zahlreiche Fischrestaurants und der kleine Hafen des Ortes, „Mandrac“, ist Ort eines alljährlich stattfindenden Malwettbewerbes.

## Weblink
- Volosko, in: Hrvatska enciklopedija, mrežno izdanje. Leksikografski zavod Miroslav Krleža, 2013.

Koordinaten: 45° 21′ N, 14° 19′ O